# Wincenty Rulikowski

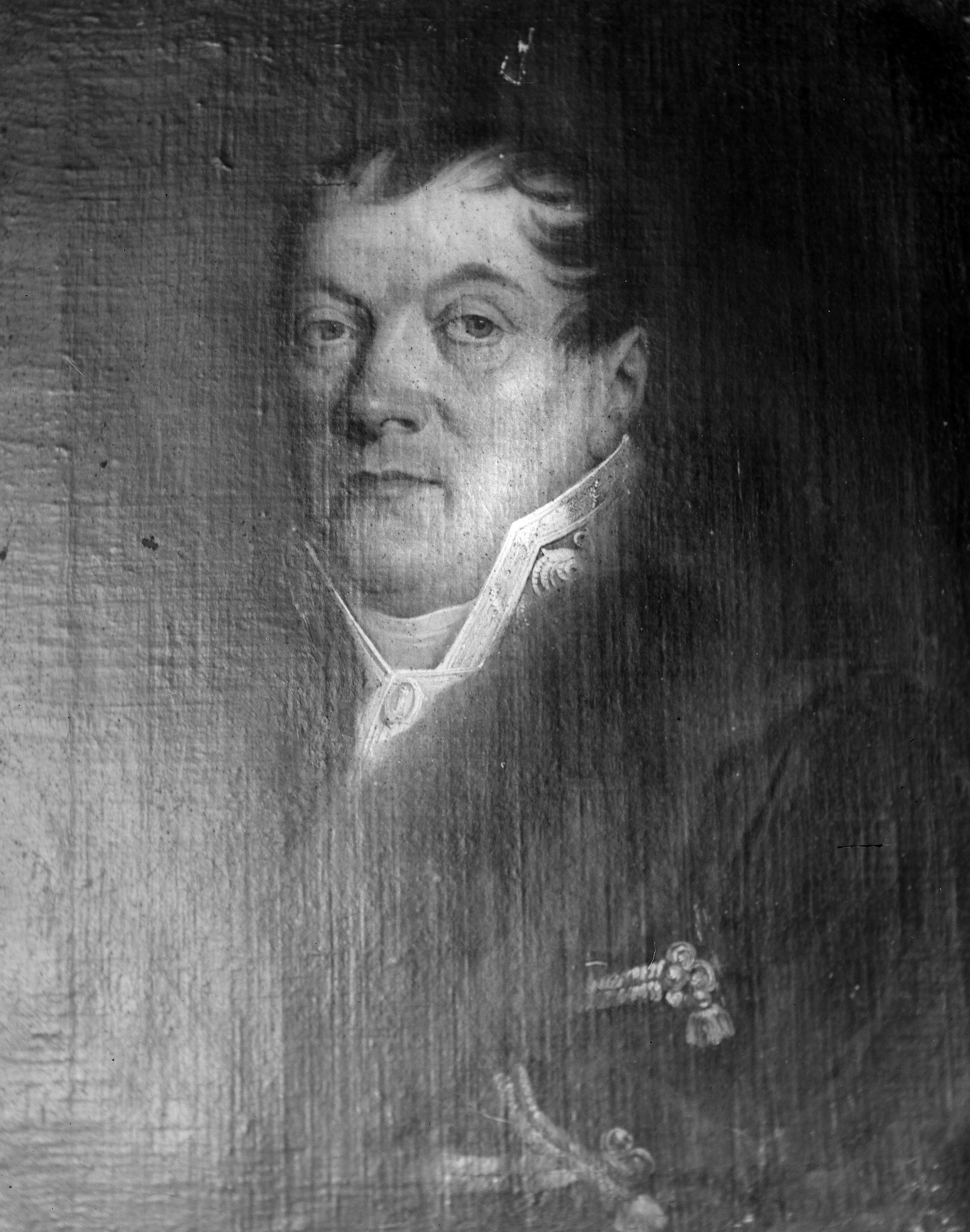
Antoni Brodowski, Portret Wincentego Rulikowskiego z 1825 roku

Herb Korab

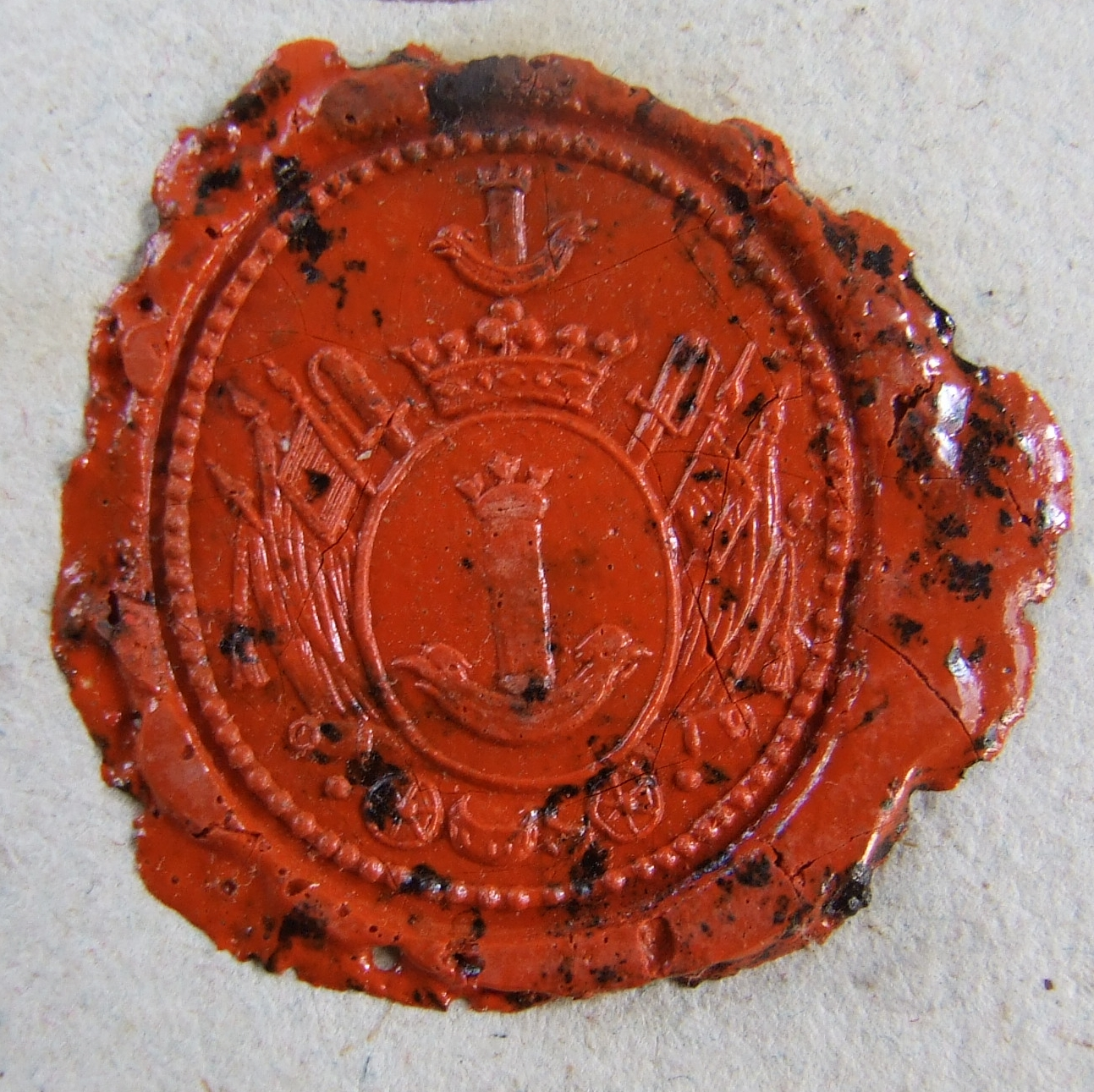
Pieczęć Wincentego Rulikowskiego

Wincenty Rulikowski herbu Korab (ur. 1768, zm. 7 czerwca 1844 w Honiatyczach) – kasztelan Królestwa Polskiego, członek  sejmu (1830–1831).

## Życiorys
Karierę rozpoczął jako komisarz cywilno-wojskowy województwa czernihowskiego w Dubience. Od 1809 prezes rządu wojskowego w Żółkwi, po zajęciu Galicji przez wojska księcia Józefa Poniatowskiego. Od 1813 radca departamentu lubelskiego, kasztelan Królestwa Polskiego w latach 1818–1831, został wylegitymowany w Galicji w 1782 roku, w Królestwie 1837. 
W 1828 był członkiem Sądu Sejmowego, mającego osądzić osoby oskarżone o zdradę stanu. Jako senator podpisał 25 stycznia 1831 roku akt detronizacji Mikołaja I Romanowa. 
Po roku 1831 osiadł w majątku na wsi. Posiadał liczne dobra majątkowe: Honiatycze, Kotlice, Podchorzec, Honiatyn, Oszczowa, Uhrynów i Świtarzowa.
Zmarł w 1844. Pochowany w Oszczowie, w powiecie hrubieszowskim.

## Rodzina
Rodzina Rulikowskich pieczętowała się herbem Korab. Pierwotnie nazywali się Poradowscy, później zmienili nazwisko na Rulikowscy. Gniazdem rodziny było Poradowo Wielkie, w województwie rawskim. Protoplastą rodu był Jan Rulikowski, wojski lubaczowski z 1510 roku, dziedzic na Rulikowie i Kadłubiskach. 
Wincenty urodził się jako syn podczaszego bełskiego Michała i Teresy Witskiej. Ojciec Wincentego, Michał Rulikowski, podczaszy bełski z 1764, poseł na sejm 1767, przemawiający gorliwie za uwięzionymi i wywiezionymi na Sybir senatorami uzyskał poparcie samego króla Stanisława Augusta Poniatowskiego.
Dziadek Wincentego, Józef Rulikowski, podczaszy bełski od 1724 roku, zmarł w 1761 roku, pozostawiając znaczny majątek swym potomnym oraz 2 zapisy. Pierwszy 3000 zł na rzecz kościoła wereszyńskiego i 3000 zł na rzecz księży Pijarów w Chełmnie. 
Pradziad Michał Franciszek (zm. 1724), stolnik buski 1698, podczaszy bełski 1712, był synem Mikołaja (1591-1699) żyjącego 108 lat i jego żony Małuszyńskiej herbu Lis żyjącej 115 lat. Małżeństwo Mikołaja Rulikowskiego i jego żony Małuszyńskiej przeżyło 80 lat szczęśliwego pożycia małżeńskiego. Mikołaj Rulikowski ustanowił trębaczów przy kościele w Sokalu na cześć Matki Bożej Sokalskiej i zaopatrzył ich funduszami potrzebnymi na dalszy rozwój. Ponadto zapisał 10000 zł na rzecz koronki do Trójcy Świętej. 
Ożenił się z Eleonorą Leszczyńską-Skarbek herbu Awdaniec (zm. 1829), z którą miał 4 synów: Władysław Wacław (1793–1869), radca województwa lubelskiego i poseł na sejm, prezes zakładów dobroczynnych w powiecie hrubieszowskim, Gabriel (1800–1886), Jan (1805–1877) i Kajetan (1798–1873). Po raz drugi ożenił się z wdową Niepokulczycką.
Wincenty Rulikowski był pradziadkiem Mieczysława Jakuba Rulikowskiego (1881–1954), księgoznawcy i historyka teatru.

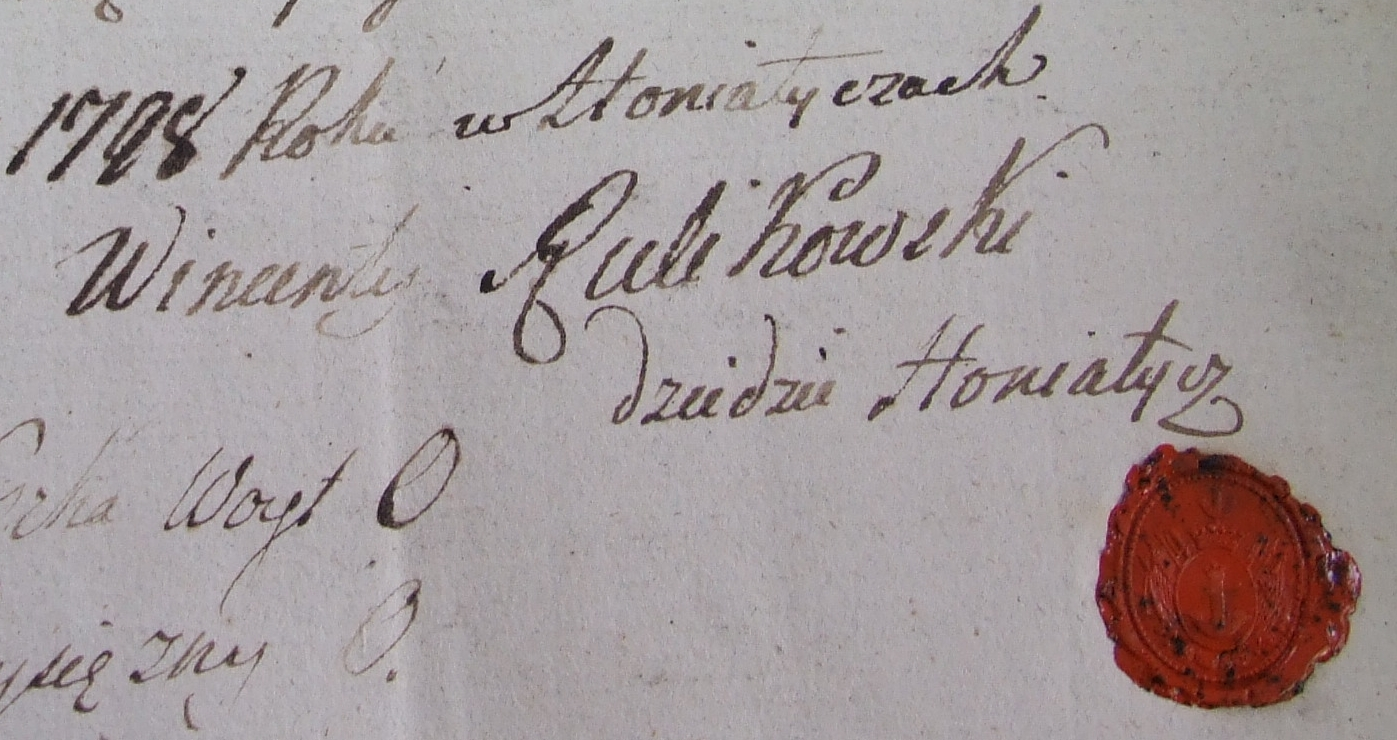
Podpis Wincentego Rulikowskiego